# Astrid (banda)
Astrid fue un grupo de música de la Isla de Lewis, Escocia. Luego de su tercer álbum, la banda de disuelve.

## Discografía
- Strange Weather Lately (1999)
- Play Dead (2001)
- One In Four (2004)
- Fall, Stand, Dance (2019)

### Sencillos
- Hi-Fi Lo-Fi EP
- Its True
- No Reason
- What To Say
- Boy Or Girl/Sleigh Ride (2000)
- Cherry Cherry (2000)
- High In The Morning (2000)
- Redground (2000)
- Modes Of Transport EP (2001)
- Tick Tock (2001)
- It Never Happened (2001)